# Astra Space
Astra, Inc., ранее известная как Ventions LLC — частная американская космическая компания, базируется в Аламиде (Калифорния).
Компания разработала РН собственного производства — Rocket (первый запуск в июле 2018 года).
Также разрабатывает жидкостные двухтопливные двигательные установки для DARPA и НАСА.

## История
Astra была основана как Ventions LLC в 2005 году, как компания, занимающаяся разработкой и обслуживанием новых технологий. Первоначальная работа была сосредоточена на новой технологии, позволяющей реализовать тонкие форсунки и каналы охлаждения в ракетных двигателях размером не более нескольких сантиметров. За этим последовало использование той же технологии для изготовления небольших рабочих колес центробежных насосов с высотой лопастей всего 0,020 дюйма (0,51 мм) и демонстрация небольших насосов на базе турбомашин[уточнить] для наддува топлива.
В сентябре 2016 года Ventions LLC была реорганизована в Astra Inc.
Astra являлась подрядчиком и поставщиком технологий для программы Агентства перспективных исследовательских проектов в области обороны (DARPA), обеспечивая космические старты с воздуха (ALASA) по программе Small Air Launch Vehicle to Orbit, SALVO); в частности, в 2014 году компания разрабатывала самолёт для запуска ракет-носителей, выводящих полезные нагрузки размера кубсат на низкую околоземную орбиту.
Лёгкая ракета-носитель компании — Rocket — должна стать одной из самых дешёвых и простых в эксплуатации ракет в мире (ожидаемая стоимость пусковой услуги — 1 млн долларов за доставку на низкую околоземную орбиту 150 килограммов груза). 2019 год Astra потратила на проектирование и сборку ракеты-носителя Rocket 3.0, интегрируя двигательные установки с электрическим насосом, авионику и другие компоненты.
Запуск Rocket 3.0 планировался в марте 2020 года, но был отменён. Запуск 12 сентября 2020 Rocket 3.1 также закончился неудачей, как и запуск Rocket 3.2 15 декабря того же года.
16 декабря 2020 Rocket, стартовавшая с пускового комплекса Кадьяк на Аляске, достигла высоты 390 километров, впервые преодолев линию Кармана (100 км над уровнем моря) и выйдя в космическое пространство. Ракета развила скорость 7,2 километра в секунду, что примерно на 0,5 километра в секунду меньше требуемой для выхода на орбиту. Полет Rocket длился 8,5 минуты. В Astra проведенный испытательный пуск назвали успешным, поскольку он позволил определить точное соотношение компонентов топлива (керосина и жидкого кислорода) для следующего пуска.
Первый коммерческий пуск Rocket 3 в августе 2021 года оказался неудачным — аномалия двигателя первой ступени вскоре после пуска привела к тому, что ракета стала раскручиваться. Достигнув высоты 50 км, приблизительно спустя 2 мин 28 с момента старта, двигатели были выключены службой безопасности полёта и ракета упала в океан.
Четвёртый по счёту пуск ракеты Astra Rocket 3.3 с серийным номером LV0007 состоялся утром 20 ноября 2021 года со стартовой площадки на космодроме Кадьяк, расположенном на Аляске. Первая ступень проработала три минуты, после чего состоялось её отделение и включение двигателя второй ступени на 5,5 минуты, что позволило ей выйти на орбиту высотой почти 500 километров. Она доставила неотделяемый массо-габаритный имитатор полезной нагрузки STP-27AD2, оснащённый датчиками и запущенный в рамках контракта с Космическими силами США.
12 июня 2022 года ракета-носитель Rocket 3.0 не сумела вывести на орбиту два малых метеоспутника НАСА из состава группировки TROPICS, из-за возникших уже во время полёта неисправностей. Старт проводился с мыса Канаверал.
Осенью 2022 г. Astra Space сокращает свой штат на 16 %, сократив инвестиции в направление по созданию спутниковой группировки, предназначенной для предоставления услуг связи; компания сконцентрируется на основном бизнесе.

## Техника

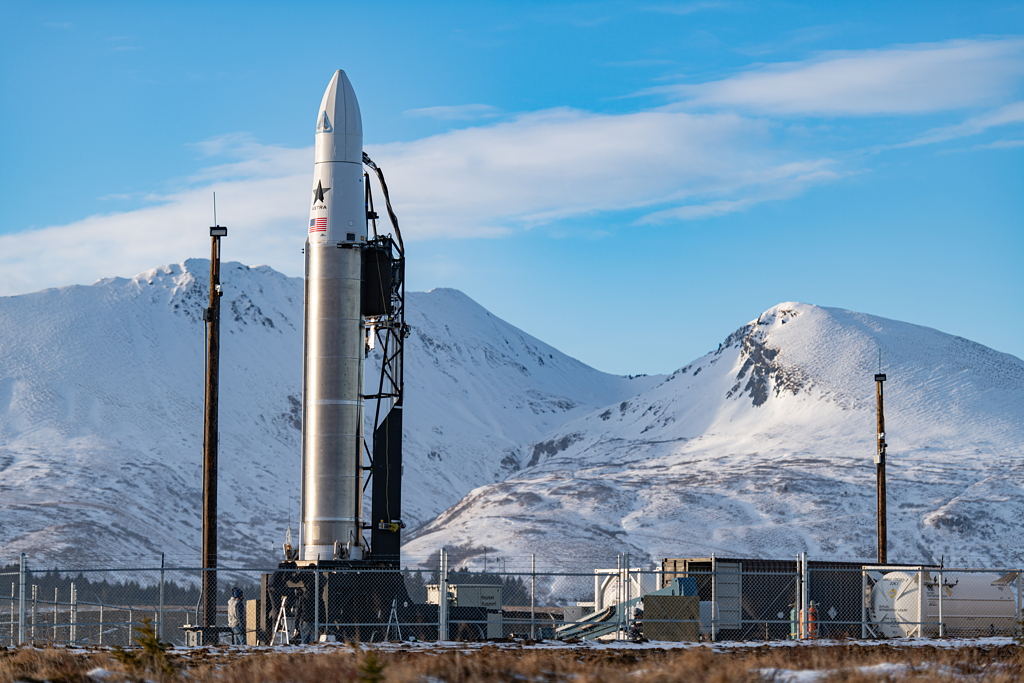
Rocket 3.0 в феврале 2020

Rocket 3.0 представляет собой двухступенчатую ракету высотой 11,6 и диаметром 1,32 м. Носитель может выводить на 500-километровую солнечно-синхронную орбиту до 150 кг полезной нагрузки.
- Её первая ступень оснащена пятью жидкостными двигателями Dеlphin, тягой 140 кН[источник не указан 1705 дней]. Топливные насосы ЖРД приводятся в действие электродвигателями, подобно тому, как это сделано в ЖРД «Резерфорд», установленных на ракете Electron компании Rocket Lab. Двигатели первой ступени названы «Дельфин» в честь дельфинообразного греческого морского бога — они расположены концентрически по вершинам равностороннего пятиугольника, в отличие от других пятидвигательных схем (так, пять двигателей на первой и второй ступенях «Сатурна-5» были расположены по вершинам квадрата с одним двигателем в центре).
- Вторая ступень оснащена двигателем Aether.

По утверждению компании, эта ракета будет самым простым и технологичным носителем в мире. Стоимость одного старта должна составлять около 2,5 млн долл. (для сравнения, запуск ракеты тяжёлого класса Falcon 9 компании SpaceX оценивается более чем в 60 млн долл.). Главная цель компании — создать очень недорогую ракету. Например, стартовый расчёт в месте запуска ракеты Rocket 3.2 состоял лишь из 5 человек, управление осуществляется из центра в Калифорнии.
Ракеты компании Astra сделаны из «очень тонкого алюминия», в отличие от дорогих и трудоёмких материалов, таких как углеродное волокно. Отработавшая ракета почти полностью сгорит в атмосфере, и всё, что упадёт на Землю, в конечном итоге растворится в солёной воде океана.

## Производство
Завод компании, расположенный в окрестностях Сан-Франциско, по словам Кемпа, пока может производить одну-две ракеты в месяц.

## Стартовые площадки
Запуски производятся с тихоокеанского космодрома Кадьяк на одноимённом острове у берегов Аляски.
Помимо него, Astra планирует задействовать вторую пусковую площадку на Маршалловых островах (Испытательный полигон Рейгана), это позволит им достичь орбит с низким наклонением. 

Они также упомянули о возможном месте запуска в Среднеатлантическом региональном космодроме (MARS) на острове Уоллопс в штате Виргиния.

## Запуски
| 20 июля 2018 года | Rocket 1.0          | Кадьяк, площадка 2    | Симулятор массы | Частичный успех |
| Несмотря на неуспешный запуск, заказчик остался «очень доволен результатом» |                     |                       | |                 |
| 29 ноября 2018 года | Rocket 2.0          | Кадьяк, площадка 2    | Симулятор массы | Частичный успех |
| В полёте отказали все 5 двигателей, но выход на орбиту и не планировался, так как ракета пока не оснащалась второй ступенью |                     |                       | |                 |
| 23 марта 2020 года, в 20:30 UTC | Rocket 3.0          | Кадьяк, площадка 3B   | - Prometheus 2.5 — полуторакилограммовый коммуникационный спутник стоимостью менее 100 тыс. долл., собранный в Лос-Аламосской лаборатории США. Срок службы — от трех до пяти лет. С его помощью военные оценят новые недорогие методы передачи аудио-, видео- и других файлов с портативных полевых устройств, на развертываемые терминалы наземных станций с использованием загоризонтной спутниковой связи. - ARCE-1А и ARCE-1B (Articulated Reconnaissance and Communications Expedition) — пара кубсатов размера 0.5U от Университета Южной Флориды для отработки межспутниковой связи с целью поиска новых способов автономизации глобальных коммуникаций. - SOARS (Space Object Automated Reporting Systems) — радиомаяк компании Tiger Innovations (штат Виргиния) для регулирования «дорожного трафика» на орбите, который проверят в космосе для усовершенствования его технологии. | Отменён         |
| Запуск отменён по техническим причинам |                     |                       | |                 |
| 12 сентября 2020 года, в 03:19 UTC | Rocket 3.1          | Кадьяк, площадка 3B   | Отсутствует | Неудача         |
| Отказ во время работы первой ступени |                     |                       | |                 |
| 15 декабря 2020 года, в 20:55 UTC | Rocket 3.2          | Кадьяк, площадка 3B   | Отсутствует | Неудача         |
| Не достигнута орбитальная скорость во время работы второй ступени, высота 390 км |                     |                       | |                 |
| 28 августа 2021 года 22:35 UTC | Rocket 3.3 / LV0006 | Кадьяк, площадка 3B   | STP-27AD1 | Неудача         |
| Первый коммерческий запуск для Rocket 3, первый из двух для Космических сил США. Аномалия двигателя первой ступени вскоре после пуска сместила ракету резко в сторону, после чего она поднялась, но стала раскручиваться. Приблизительно спустя 2 мин 28 с после старта, на высоте 50 км, двигатели были выключены службой безопасности полёта с завершением миссии.          |                     |                       | |                 |
| 20 ноября 2021 года 06:16 UTC | Rocket 3.3 / LV0007 | Кадьяк, площадка 3B   | STP-27AD2 | Успех           |
| Второй и последний запуск из запланированных по контракту с Космическими силами США. Первая ступень проработала 3 минуты и 6 секунд, после чего состоялось её отделение и включение двигателя второй ступени спустя 5 минут и 42 секунды. На исходе 9 минуты полёта вторая ступень полностью отработала своё топливо и вышла на заданную орбиту высотой почти 500 километров. |                     |                       | |                 |
| 11 февраля 2022 года | LV0008              | Мыс Канаверал, SLC-46 | BAMA-1, INCA, QubeSat, R5-S1 | Неудача         |
| Сброс обтекателей произошёл в 3 минуту 12 секунду после запуска. 3 минута 41 секунда произошла дестабилизация и в 12 минут 49 секунд пропала связь с ракетой. |                     |                       | |                 |
| 15 марта 2022 года | LV0009              | Кадьяк, площадка 3B   | S4 Crossover (EyeStar-S4), OreSat0, 16 × SpaceBEE | Успех           |
| 2-й успешный орбитальный запуск компании. |                     |                       | |                 |
| 12 июня 2022 | Rocket 3.3          | Мыс Канаверал, LC-46  | TROPICS 02, TROPICS 04 | Неудача         |
| Запуск двух 3U кубсатов TROPICS по заказу НАСА. Вывод на орбиту был неудачен, не отработал положенное время разгонный блок и в результате спутники утрачены. |                     |                       | |                 |
| Планируемые запуски |                     |                       | |                 |